# Niccolò Livaditti

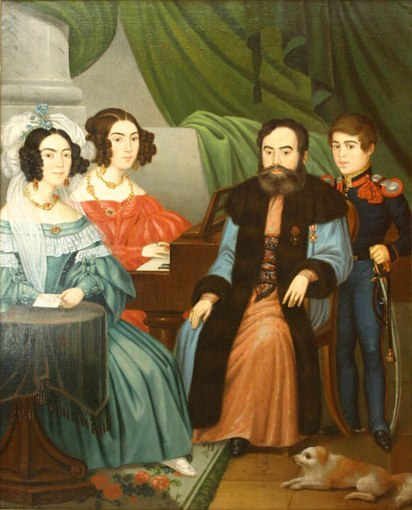
Familia vornicului Vasile Alecsandri:
sunt reprezentați tatăl poetului Vasile Alecsandri, mama Elena, sora Catinca și fratele Iancu.

Niccolò Livaditti (n. 1804, Trieste – d. 12 iunie 1858, Iași) a fost un pictor italian, portretist de viziune naivă, cu calități de observație psihologică  care a activat în Principatul Moldovei.

## Biografie
S-a născut la Trieste, capitala provinciei Friuli-Veneția Giulia, un oraș cosmopolit aflat la încrucișarea culturilor central-europene (italiană, slavă și germană).
Provine dintr-o înstărită familie levantină și a participat la Revoluția Carbonarilor din Italia. După eșecul Revoluției, a fost nevoit să-și părăsească patria. Către anul 1830 a venit la Iași împreună cu o trupă de actori francezi..
Alături de soția sa, Carlotta Cianchi, o spaniolă catolică, s-a stabilit la Iași, unde și-a câștigat în scurt timp notorietatea ca pictor, devenind portretistul preferat al protipendadei moldovene. Primul portret cunoscut datează din 1830 și îl înfățișează pe hatmanul Anastasie Bașotă.
Livaditti este cunoscut în pictura românească în special datorită portretelor de grup pe care le-a realizat.
În anul 1832, frații Joseph și Baptiste Foureaux au deschis la Iași Teatrul de varietăți. Pentru acest teatru, Livaditti a pictat cortina în care a reprezentat muzele. În 1840, când teatrul s-a completat cu trupa franceză a lui Eugène Hette, Livaditti a fost angajat să picteze o nouă cortină.
Devenind tot mai cunoscut, au apelat la el pentru portrete și personalități din împrejurimile Iașului, din Hârlău, Botoșani, Dorohoi și Roman.
Conform certificatului de deces: „... moare la 12 iunie 1858, în etate de 54 de ani, Nicolai Livaditi, zugrav”. În registrul Bisericii Golia este trecută și moartea soției, Maria, la 5 ianuarie 1864, în etate de 58 ani (Carlotta trecuse la ortodoxie cu numele Maria).
O parte din picturile sale au fost declarate bunuri culturale mobile clasate în Patrimoniul Cultural Național.

## Galerie imagini

Portrete în Stil Biedermeier
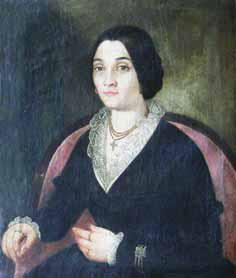
Portret de femeie
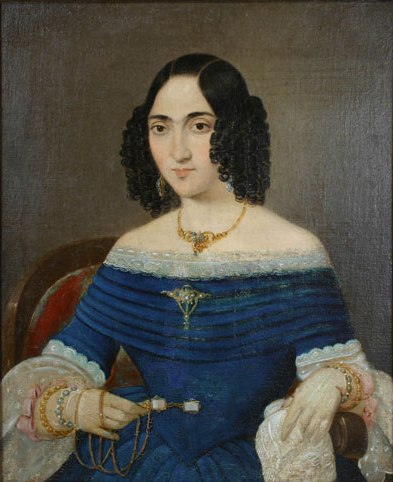
Portretul Elenei Manolache Miclescu
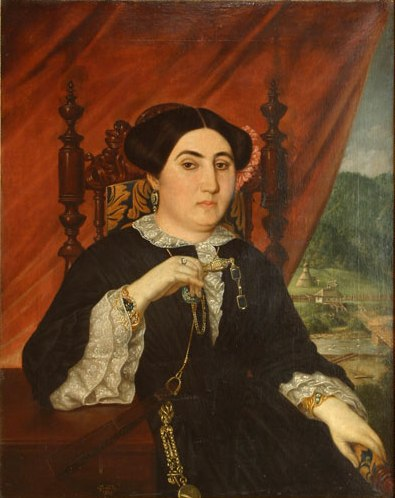
Portretul Anei Balş
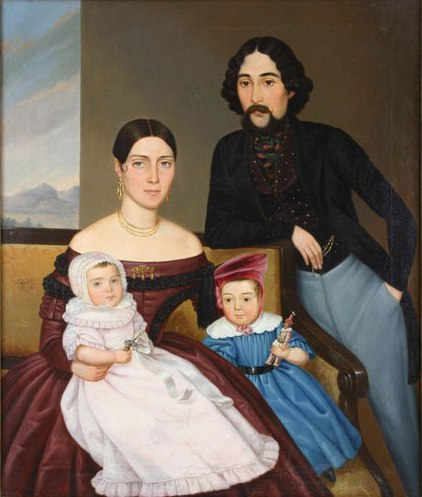
Portret de familie
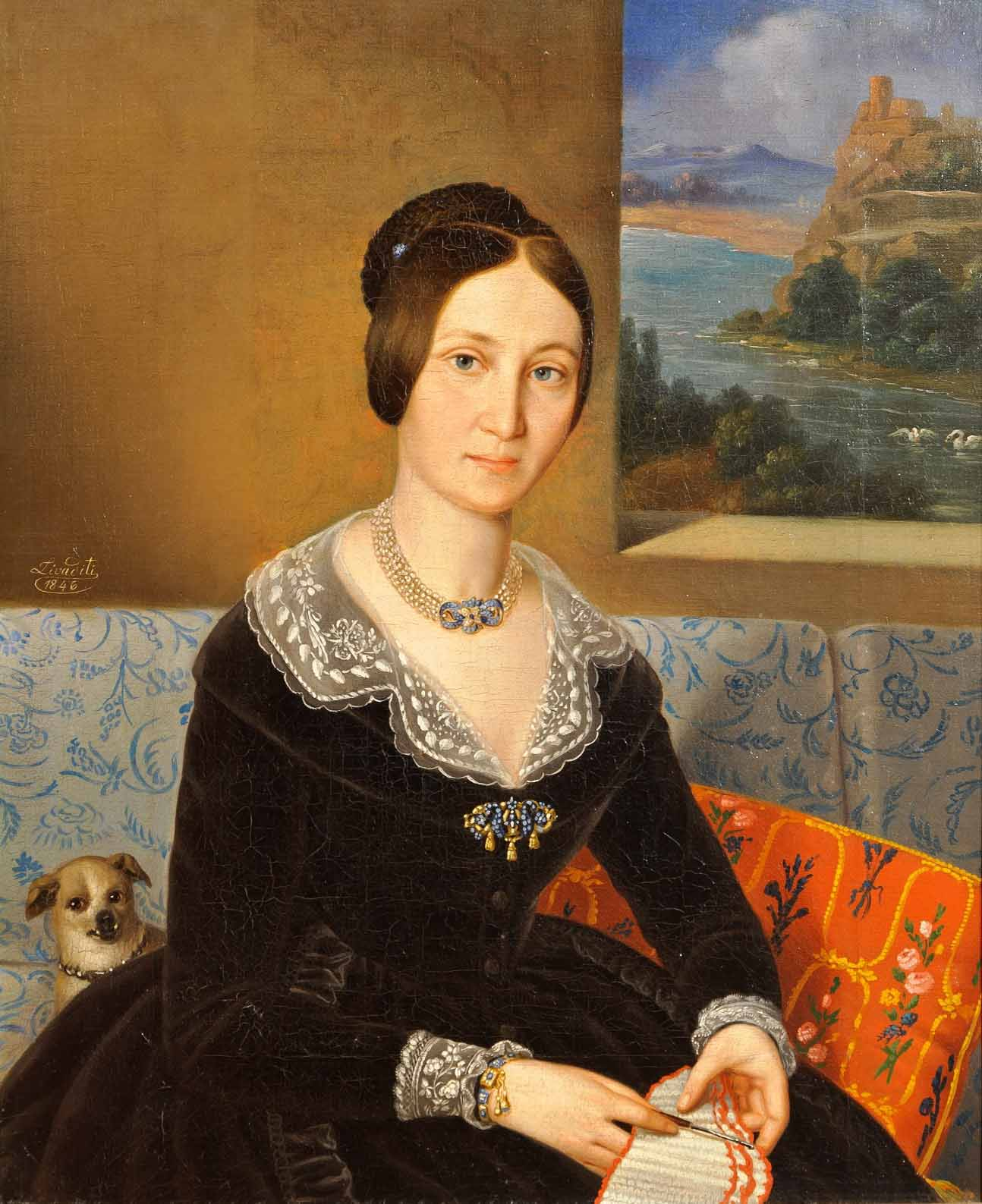
O doamnă lucrând